# Oncholaimelloides vonhaffneri
Oncholaimelloides vonhaffneri är en rundmaskart som först beskrevs av Murphy 1966.  Oncholaimelloides vonhaffneri ingår i släktet Oncholaimelloides och familjen Oncholaimidae. Inga underarter finns listade i Catalogue of Life.